# Châtelus-le-Marcheix
Châtelus-le-Marcheix är en kommun i departementet Creuse i regionen Nouvelle-Aquitaine i de centrala delarna av Frankrike. Kommunen ligger i kantonen Bénévent-l'Abbaye som tillhör arrondissementet Guéret. År 2022 hade Châtelus-le-Marcheix 310 invånare.

## Befolkningsutveckling
Antalet invånare i kommunen Châtelus-le-Marcheix
Referens:INSEE